# Salvador a 2024. évi nyári olimpiai játékokon
Salvador a franciaországi Párizsban megrendezett 2024. évi nyári olimpiai játékok egyik részt vevő nemzete volt. Az országot az olimpián 7 sportágban 8 sportoló képviselte, akik érmet nem szereztek.

## Cselgáncs
Férfi
| Versenyző    | Versenyszám | 32-es főtábla                         | Nyolcaddöntő      | Negyeddöntő       | Elődöntő          | Vigaszág elődöntő | Bronz- mérkőzés   | Döntő             | Helyezés |
| Versenyző    | Versenyszám | Ellenfél Eredmény                     | Ellenfél Eredmény | Ellenfél Eredmény | Ellenfél Eredmény | Ellenfél Eredmény | Ellenfél Eredmény | Ellenfél Eredmény | Helyezés |
| ------------ | ----------- | ------------------------------------- | ----------------- | ----------------- | ----------------- | ----------------- | ----------------- | ----------------- | -------- |
| Jairo Moreno | Légsúly     | Jorre Verstraeten (BEL) · 00(1)–01(0) | kiesett           | kiesett           | kiesett           | kiesett           | kiesett           | kiesett           | 17.      |

## Hullámlovaglás
| Versenyző   | Versenyszám | 1. forduló                                                      | 1. forduló | 2. forduló                   | 3. forduló            | Negyeddöntő           | Elődöntő              | Döntő                 | Helyezés |
| Versenyző   | Versenyszám | Ellenfelek Győztes pont                                         | Hely.      | Ellenfél Győztes pont        | Ellenfél Győztes pont | Ellenfél Győztes pont | Ellenfél Győztes pont | Ellenfél Győztes pont | Helyezés |
| ----------- | ----------- | --------------------------------------------------------------- | ---------- | ---------------------------- | --------------------- | --------------------- | --------------------- | --------------------- | -------- |
| Bryan Pérez | Férfi       | 4 csoport · Gabriel Medina (BRA) · Connor O’Leary (JPN) · 13,50 | 3.         | Ramzi Boukhiam (MAR) · 14,60 | kiesett               | kiesett               | kiesett               | kiesett               | 17.      |

## Íjászat
Férfi
| Versenyző   | Versenyszám | Selejtező | Selejtező | 64-es főtábla              | 32-es főtábla     | Nyolcaddöntő      | Negyeddöntő       | Elődöntő          | Döntő             | Helyezés |
| Versenyző   | Versenyszám | Pont      | Kiemelés  | Ellenfél Eredmény          | Ellenfél Eredmény | Ellenfél Eredmény | Ellenfél Eredmény | Ellenfél Eredmény | Ellenfél Eredmény | Helyezés |
| ----------- | ----------- | --------- | --------- | -------------------------- | ----------------- | ----------------- | ----------------- | ----------------- | ----------------- | -------- |
| Oscar Ticas | Egyéni      | 643       | 53.       | Vang Jen (CHN) (12.) · 0–6 | kiesett           | kiesett           | kiesett           | kiesett           | kiesett           | 33.      |

## Sportlövészet
Férfi
| Versenyző        | Versenyszám           | Selejtező | Selejtező | Döntő   | Döntő    |
| Versenyző        | Versenyszám           | Pont      | Helyezés  | Pont    | Helyezés |
| ---------------- | --------------------- | --------- | --------- | ------- | -------- |
| Israel Gutierrez | Légpuska              | 621,1     | 46.       | kiesett | kiesett  |
| Israel Gutierrez | Sportpuska, összetett | 576       | 40.       | kiesett | kiesett  |

## Tollaslabda
| Versenyző     | Versenyszám | Csoportkör                                                                     | Csoportkör | Nyolcaddöntő      | Negyeddöntő       | Elődöntő          | Bronz- mérkőzés   | Döntő             | Helyezés |
| Versenyző     | Versenyszám | Ellenfél Eredmény                                                              | Hely.      | Ellenfél Eredmény | Ellenfél Eredmény | Ellenfél Eredmény | Ellenfél Eredmény | Ellenfél Eredmény | Helyezés |
| ------------- | ----------- | ------------------------------------------------------------------------------ | ---------- | ----------------- | ----------------- | ----------------- | ----------------- | ----------------- | -------- |
| Uriel Canjura | Férfi egyes | M csoport · Jan Louda (CZE) · 12–21, 10–21 · Loh Kean Yew (SGP) · 13–21, 16–21 | 3.         | kiesett           | kiesett           | kiesett           | kiesett           | kiesett           | 27.      |

## Úszás
Férfi
| Versenyző       | Versenyszám | Előfutam | Előfutam | Előfutam | Elődöntő | Elődöntő | Elődöntő | Döntő   | Döntő    |
| Versenyző       | Versenyszám | Idő      | Hely.    | Össz.    | Idő      | Hely.    | Össz.    | Idő     | Helyezés |
| --------------- | ----------- | -------- | -------- | -------- | -------- | -------- | -------- | ------- | -------- |
| Nixon Hernández | 100 m gyors | 52,73    | 2.       | 65.      | kiesett  | kiesett  | kiesett  | kiesett | kiesett  |

Női
| Versenyző      | Versenyszám | Előfutam | Előfutam | Előfutam | Elődöntő | Elődöntő | Elődöntő | Döntő   | Döntő    |
| Versenyző      | Versenyszám | Idő      | Hely.    | Össz.    | Idő      | Hely.    | Össz.    | Idő     | Helyezés |
| -------------- | ----------- | -------- | -------- | -------- | -------- | -------- | -------- | ------- | -------- |
| Celina Márquez | 100 m hát   | 1:04,55  | 7.       | 32.      | kiesett  | kiesett  | kiesett  | kiesett | kiesett  |

## Vitorlázás
Férfi
| Versenyző        | Versenyszám    | Futam | Futam | Futam | Futam | Futam | Futam | Futam | Futam | Futam | Futam | Futam   | Pontszám | Helyezés |
| Versenyző        | Versenyszám    | 1     | 2     | 3     | 4     | 5     | 6     | 7     | 8     | 9     | 10    | É       | Pontszám | Helyezés |
| ---------------- | -------------- | ----- | ----- | ----- | ----- | ----- | ----- | ----- | ----- | ----- | ----- | ------- | -------- | -------- |
| Enrique Arathoon | ILCA 7 (Laser) | 4     | 33    | 16    | 34    | 16    | 15    | 19    | 17    | X     | X     | kiesett | 120      | 20.      |

X - törölt futam